# Mesosemia sabina
Mesosemia sabina är en fjärilsart som beskrevs av Doubleday 1847. Mesosemia sabina ingår i släktet Mesosemia och familjen Riodinidae. Inga underarter finns listade i Catalogue of Life.